# VIII Brigada de Montaña
La VIII Brigada de Montaña «Brigadier General Toribio de Luzuriaga» (Br M VIII) es una gran unidad de combate del Ejército Argentino con asiento en la guarnición de ejército de Mendoza.

## Historia

### Orgánica
El 6 de junio de 1923 el Gobierno de Argentina creó el Destacamento de Montaña «Cuyo» agrupando unidades militares de Mendoza, San Juan Y San Luis, entre ellas; el Regimiento de Infantería de Montaña 11, cuna de la gesta libertadora del "Ejército de Los Andes" comandado por el general José de San Martín . Siendo su primer comandante el coronel Basilio Pertiné.
El 1.º de enero de 1942 se creó la Agrupación de Montaña «Cuyo» siendo su primer comandante el general Humberto Sosa Molina. La unidad estuvo integrada por el Destacamento de Montaña «Mendoza» y el Destacamento de Montaña «San Juan».
El 1.º de enero de 1960 la Agrupación de Montaña «Cuyo» se transformó en 8.ª División de Infantería de Montaña, cuyo primer titular fue el general Cecilio Labayre.
El 16 de noviembre de 1964 la 8.ª División pasó a constituir la VIII Brigada de Infantería de Montaña. El primer comandante fue el general de brigada Alberto Marini.
El 1.º de enero de 1982 se creó el IV Cuerpo de Ejército, el cual la VIII Brigada pasó a integrar junto a la VI Brigada de Infantería de Montaña.
En 1991 la VIII Brigada volvió a la órbita del III Cuerpo de Ejército tras la disolución del IV Cuerpo.
La VIII Brigada fue una de las seleccionadas para constituir Fuerzas de Empleo Regional (FER). En ese sentido, se le asignó una Unidad de Ingenieros y una de Caballería, el Batallón de Ingenieros de Montaña 8 (B Ing M 8) y el Regimiento de Caballería Ligero 15 (RCL 15).
El 3 de marzo de 1995 la unidad adquirió el nombre de VIII Brigada de Montaña «Brigadier General Toribio de Luzuriaga».

### Ejercicios y ascensiones
El 8 de marzo de 1934 una expedición liderada por el teniente Nicolás Plantamura (RIM 16) hizo cumbre en el cerro Aconcagua. Este joven oficial del Ejército Argentino se convirtió en el primer argentino en alcanzar la cima de la gran montaña.
En enero de 2013, la VIII Brigada protagonizó la Operación Aconcagua. Entre el 18 y 19 del mencionado mes y año, un total de 54 militares de las Brigadas V (14), VI (4) y VIII (36) alcanzaron la cima del Aconcagua. La Operación fue la primera ascensión en la que participan las tres brigadas de montaña del EA. La totalidad de los elementos de la Brigada aportaron efectivos y apoyo a la Operación Aconcagua.
En marzo de 2016 miembros de la VIII Brigada fueron distinguidos por el Senado de Mendoza por haber alcanzado la cumbre del volcán Tupungato.

### Participación en el terrorismo de Estado
En febrero de 1975, el Gobierno de Argentina lanzó la Operación Independencia para eliminar al Ejército Revolucionario del Pueblo que estaba en la Provincia de Tucumán. El Regimiento de Infantería de Montaña 22 de la VIII Brigada de Infantería de Montaña participó de las operaciones; un suboficial y un soldado murieron en una emboscada.
El 21 de mayo de 1976, el Comando General del Ejército (Cdo Grl Ej) dictó la Orden Parcial N.º 405/76 que dispuso una adecuación de jurisdicciones militares para la lucha contra la guerrilla. El Comando de la VIII Brigada de Infantería de Montaña conformó la Subzona 33, parte de la Zona de Defensa III a cargo del III Cuerpo de Ejército. Su jurisdicción comprendía las provincias de Mendoza, San Juan y San Luis. La Subzona 33 se componía por el Área 331, Área 332 y Área 333.
A partir de las directivas del Cdo Grl Ej y el Cdo Z Def III, la VIII Brigada controlaba la Policía de Mendoza y los elementos de la Gendarmería en su jurisdicción.
En el ámbito de la Brigada, dos soldados fueron víctimas de desaparición forzada. Néstor Alberto Oliva (Salta) el 13 de octubre de 1976 y Paulo Alberto Laffitte (Buenos Aires) el 18 de noviembre de 1976. El primero prestaba servicio en el Comando de Brigada y el segundo en la Compañía de Esquiadores de Alta Montaña 8. Ninguno jamás apareció.

### Dictadura
La detención de las autoridades políticas y gremiales facilitó el control de Mendoza por parte de los militares. La VIII Brigada designó oficiales de su Estado Mayor para ocupar cargos políticos. Los uniformados desempeñaron intervenciones en sindicatos o cargos políticos en forma fija o temporal.
La delegaciones de la CGT y de la UOM, además del Sindicato de Obreros y Empleados Vitivinícolas —SOEVA—, fueron algunos de los organismos intervenidos.

### Participación en misiones de paz
Efectivos de la VIII Brigada constituyeron el Batallón Conjunto Argentino 19 para la Misión de Estabilización de las Naciones Unidas en Haití (MINUSTAH).

### Pandemia de coronavirus de 2019-2020
En el 2020, se desató una pandemia de enfermedad por coronavirus de 2020 en Argentina. El Ejército Argentino creó 14 comandos conjuntos de zonas de emergencia y 10 fuerzas de tarea para proporcionar ayuda humanitaria. La VIII Brigada de Montaña asumió el Comando de la Zona de Emergencia Mendoza (CZEME).

## Organización
- Comando de la VIII Brigada de Montaña «Brigadier General Toribio de Luzuriaga» (Cdo Br M VIII). Guar Ej Mendoza (MZ).[24][25]
  - Regimiento de Infantería de Montaña 11 «General Las Heras» (RIM 11). Cu Ej Tupungato (MZ).
  - Regimiento de Infantería de Montaña 16 «Cazadores de los Andes» (RIM 16). Guar Ej Uspallata (MZ).
  - Regimiento de Infantería de Montaña 22 «Teniente Coronel Juan Manuel Cabot» (RIM 22). Guar Ej San Juan (Marquesado, SJ).[nota 1]
  - Regimiento de Caballería de Exploración de Montaña 15 «Libertador Simón Bolívar» (RC Expl M 15). Guar Ej Campo de los Andes (MZ).[nota 2]
  - Compañía de Cazadores de Montaña 8 «Teniente Primero Francisco Ibáñez» (Ca Caz M 8). Cu Ej Puente del Inca (MZ).
  - Grupo de Artillería de Montaña 8 «Coronel Pedro Regalado de la Plaza» (GAM 8). Guar Ej Uspallata (MZ).
  - Batallón de Ingenieros de Montaña 8 «Barreteros de Cuyo» (B Ing M 8). Guar Ej Campo de los Andes (MZ). Es la UMRE VIII.
  - Compañía de Comunicaciones de Montaña 8 (Ca Com M 8). Guar Ej Mendoza (MZ).
  - Sección de Aviación de Ejército de Montaña 8 (Sec Av Ej M 8). Guar Ej Mendoza (Aeropuerto Int. Gob. F. Gabrielli, MZ).
  - Compañía de Inteligencia de Montaña 8 «Teniente Coronel Pedro Vargas» (Ca Icia M 8). Guar Ej Mendoza (MZ).
  - Sección de Inteligencia de Montaña «San Rafael» (Sec Icia M San Rafael). Guar Ej San Rafael (MZ).
  - Base de Apoyo Logístico «Mendoza» (BAL Mendoza). Guar Ej Mendoza (MZ).

## Equipamiento
El Regimiento de Caballería de Exploración de Montaña 15 tiene una dotación de vehículos blindados Panhard AML-90.